# I Liceum Ogólnokształcące im. Bohaterów Grunwaldu w Pasłęku
I Liceum Ogólnokształcące im. Bohaterów Grunwaldu w Pasłęku – szkoła ponadpodstawowa. Formalnie jako liceum funkcjonuje od 1 września 1948 r.
Budynek mieści trzy szkoły ponadpodstawowe: liceum ogólnokształcące (również dla dorosłych), technikum oraz zasadniczą szkołę zawodową – stąd nazwa jednostkowa Zespół Szkół w Pasłęku.

## Kalendarium wydarzeń (1947–2017)[1]
1922/1923 – budowa szkoły niemieckiej przy ul. św. Jerzego w Prueßisch Holland jako zreformowanego gimnazjum realnego (Städtische Realschule).
1925 – uznanie szkoły przez władze niemieckie za wyższy zakład naukowy (Lehranstalt) i nadanie jej imienia St. Georgenschule. Oficjalnie była to wyższa szkoła realna z językiem francuskim i dowolnym językiem łacińskim. Pierwszym dyrektorem szkoły był pan Köhler, a do 1927 r. uczyło się tu średnio od 100 do 170 uczniów.
1941 – zakończono rozbudowę szkoły wraz z salą gimnastyczną; w tym samym roku odbyła się pierwsza matura.
1945 – zniszczenie budynku szkoły w toku działań wojennych.
11 II 1946 – działalność rozpoczyna Prywatne Gimnazjum dla Dorosłych. Przybyły z Kresów Jan Łozowski rozpoczyna organizowanie pierwszej szkoły średniej w Pasłęku.
1 IX 1946 – rozpoczyna się pierwszy rok działalności LO dla Pracujących w systemie semestralnym bez praw szkoły państwowej. W nieprzystosowanych do tego budynkach przy  ul. Boh. Westerplatte, a później 1 Maja, naukę rozpoczęło 13 słuchaczy. Nauczanie prowadziło siedmiu nauczycieli: dyrektor Jan Łozowski, Teodor Janson, Ida Janson, Eugenia Kuca, Antoni Pągowski, Marian Andrysiak i Jakub Prokuski.
V 1947 – pierwszy egzamin maturalny w Liceum dla Pracujących (pisemny z języka polskiego  i matematyki oraz egzaminy ustne z matematyki, fizyki i chemii), który zdało 12 słuchaczy.
lato 1947 – odgruzowywanie szkoły przez uczniów oraz słuchaczy i początek odbudowy gmachu gimnazjum przy dawnej ulicy św. Jerzego, dziś ul. Zwycięstwa 28.
1 IX 1947 – rozpoczyna działalność Państwowe Koedukacyjne Gimnazjum Ogólnokształcące  w Pasłęku z trzema klasami: wyrównawczą, drugą i trzecią, którego dyrektorem został Jan Łozowski, nadal pełniący funkcję dyrektora Gimnazjum  dla Dorosłych – datę tę uznaje się za początek działalności szkoły.
14 II 1948 – nastąpiło poświęcenie wyremontowanego budynku gimnazjalnego, którego dokonał pierwszy po II wojnie światowej proboszcz parafii pasłęckiej i prefekt gimnazjum ks. Józef Sikora, a prof. Zenon Frank przy akompaniamencie pianina recytował koncert Jankiela z „Pana Tadeusza” Adama Mickiewicza.
1 IV 1948 – dyrektorem szkoły został Teodor Janson, Jan Łozowski pełni nadal funkcję dyrektora Liceum dla Pracujących.
1 IX 1948 – zmieniono stopień organizacyjny szkoły, powołano do życia 11-letnią Średnią Szkołę Ogólnokształcącą. Działalność na terenie szkoły rozpoczyna Związek Młodzieży Polskiej, którego opiekunem został Antoni Pągowski.
V–VI 1950 – odbył się pierwszy egzamin maturalny i pierwszy rocznik absolwentów pasłęckiego LO opuścił mury szkoły.
1951-1956 – odbudowa sali gimnastycznej z inicjatywy Teodora Jansona.
1 IX 1951 – następuje reorganizacja szkoły, która od tej pory nosi nazwę „Liceum Ogólnokształcące w Pasłęku”.
1951-1953 – funkcjonuje tajna antykomunistyczna organizacja Związek Skautów Polski Walczącej, której przewodził uczeń Antoni Lenkiewicz. Została ona wykryta, a jej członkowie relegowani ze szkoły, osądzeni i skazani na kary pozbawienia wolności.
1 IX 1953 – nowym dyrektorem szkoły zostaje Zygmunt Kwiatkowski.
1 IX 1955 – kolejna reorganizacja szkoły, ponownie przywrócona zostaje „11-letnia Średnia Szkoła Ogólnokształcąca”.
1957 – rozpoczyna działalność Spółdzielnia Uczniowska, której opiekunem zostaje nauczycielka j. rosyjskiego Alicja Tuńska.
1958 – wizyta w szkole Zofii Kossak-Szczuckiej i Melchiora Wańkowicza.
18 VI 1960 – pierwszy zjazd absolwentów i podarowanie szkole sztandaru przez mieszkańców Pasłęka i miejskie zakłady pracy. W pierwszym poczcie sztandarowym służyli Janina Jaworska, Krystyna Kamińska i Janusz Makowski.
1 IX 1965 – powraca nazwa Liceum Ogólnokształcące, nie organizuje się już nauki  dla klas podstawowych. Kuratorium Okręgu Szkolnego zatwierdza imię patrona szkoły i od tej pory funkcjonuje ona pod nazwą Liceum Ogólnokształcące im. Bohaterów Grunwaldu (pomysłodawcą patrona był nauczyciel historii Mieczysław Naraziński).
29 V 1967 – nowym dyrektorem szkoły zostaje Antoni Pągowski; Zygmunt Kwiatkowski przechodzi do pełnienia funkcji dyrektora Liceum Ogólnokształcącego  dla Pracujących.
10 X 1972 – po raz pierwszy przeprowadzono ślubowanie klas pierwszych.
1973/74 – remont budynku szkoły i dobudowanie drugiego piętra wraz z aulą. Młodzież uczyła się w budynkach SP nr 1 i SP nr 3, wprowadzono także profile klas (podstawowy, humanistyczny, matematyczno-fizyczny i biologiczno-chemiczny).
1 IX 1974 – w budynku szkoły mieszczą się trzy typy szkół: LO, LO dla Pracujących i Średnie Studium Zawodowe Zaoczne.
10 IV 1975 – Prezydium Wojewódzkiej Rady Narodowej w Olsztynie nadało Liceum Ogólnokształcącemu w Pasłęku Odznakę Honorową „Zasłużonym dla Warmii i Mazur” za szczególne osiągnięcia w pracy dydaktyczno-wychowawczej i opiekuńczej.
1 IX 1975 – po przejściu na emeryturę Antoniego Pągowskiego na stanowisko dyrektora powołany został Jan Borek.
1 IX 1976 – powołanie Zespołu Szkół w Pasłęku, obejmującego istniejące do tej pory szkoły,  w której rozpoczęła się nauka również w dziennej Zasadniczej Szkole Zawodowej.
25 VI 1977 – drugi zjazd absolwentów.
1 IX 1977 – naukę rozpoczyna pierwszy rocznik Liceum Medycznego (ten typ szkoły będzie funkcjonował do 1989 r.).
9 V 1978 – otwarto Izbę Pamięci Narodowej i Tradycji Szkoły z inicjatywy klasy II B (wych. Teresa Morawek).
27 VI 1979 – Jan Borek przechodzi do pracy w Związku Nauczycielstwa Polskiego, dyrektorem szkoły zostaje Józef Klimek.
V 1980 – ostatnie egzaminy maturalne w Liceum dla Pracujących; ten typ szkoły zakończył swoją działalność.
3 IX 1980 – nietypowe rozpoczęcie roku szkolnego 1980/1981 w środę, w związku z lipcową i sierpniową falą strajków, i podpisaniem porozumień sierpniowych.
12 XI 1980 – spotkanie nauczycieli z działaczami NSZZ „Solidarność” i powstanie koła związku w szkole (organizatorzy: Mirosław Grochowski i Stanisław Kwiatkowski).
13 XII 1981 – wprowadzenie na terenie całego kraju stanu wojennego; zajęcia w szkole zostały odwołane do 3 stycznia 1982 r.
VI 1982 – wprowadzenie egzaminów wstępnych do szkół średnich; pierwszy rocznik absolwentów Liceum Medycznego kończy szkołę.
V 1983 – wprowadzenie egzaminów ustnych z j. polskiego i j. obcego na egzaminie maturalnym, i zwolnienia z nich uczniów, którzy uzyskali najlepsze wyniki w części pisemnej.
21 VI 1983 – po raz pierwszy zostało zorganizowane Święto Szkoły, któremu przewodniczył Stanisław Paździor.
8 VI 1984 – ostatnie pożegnanie Marii Pawelec.
5 VII 1986 – ostatnie pożegnanie Stanisława Dąbrowskiego.
26 IX 1987 – 40-lecie LO i trzeci zjazd absolwentów.
V-VI 1989 – szkołę kończy ostatni rocznik absolwentów Liceum Medycznego.
13 III 1990 – ostatnie pożegnanie Bolesława Zabłockiego.
25 VI 1990 – ostatnie pożegnanie Anieli Paździorowej.
1 XII 1990 – dyrektorem szkoły zostaje Edward Skalij.
18 II 1991 – ostatnie pożegnanie Zygmunta Kwiatkowskiego, byłego dyrektora.
27 VIII 1992 – ostatnie pożegnanie Józefa Klimka, byłego dyrektora szkoły.
1 IX 1993 – naukę rozpoczyna pierwszy rocznik Liceum Handlowego (ten typ szkoły będzie funkcjonował do 2005 r.).
IX 1993 – remont auli szkoły.
19 VI 1994 – po wyborach samorządowych burmistrzem Pasłęka zostaje wybrany absolwent szkoły z rocznika 1974 Maciej Józef Romanowski.
VI 1994 – udział szkoły w demonstracji poparcia za utworzeniem powiatu pasłęckiego.
1994 – powstaje Społeczny Komitet Budowy Bazy Sportowej Szkoły, w skład którego weszli: przewodniczący – Stanisław Paździor, zastępca przewodniczącego – Paweł Troszyński, sekretarz – Wiesław Śniecikowski, członkowie: Paweł Chomnicki, Edward Skalij, Walerian Dudkowski, Witold Żak i Roman Najmoła.
10 III 1995 – Koło Historyczne pod kierunkiem Katarzyny Panimasz organizuje wystawę „Żydzi – ich kultura i zabytki w Pasłęku”.
X 1995 – remont centralnego ogrzewania szkoły, zburzenie sali gimnastycznej i początek budowy nowego skrzydła oraz hali sportowej szkoły.
5 VI 1995 – powstanie Towarzystwa Pomocy Liceum Ogólnokształcącemu w Pasłęku z inicjatywy wiceburmistrza Wiesława Śniecikowskiego, zarejestrowane 25.08.1995 r.
20-23 II 1996 – I miejsce LO w ilości laureatów Ogólnopolskiego Seminarium Astronomicznego w Grudziądzu z lat 1977-1995. Wyróżnienie odebrała Maria Niegowska, której uczniowie zdobywali najwyższe miejsca w konkursach.
8 VI 1996 – organizacja pierwszego festynu licealnego w Pasłęku.
V-VI 1997 – pierwszy rocznik absolwentów Liceum Handlowego opuszcza mury szkoły.
1 IX 1997 – uroczyste otwarcie nowo dobudowanego skrzydła szkoły; powstaje Policealne Studium o specjalności ekonomika przedsiębiorstw.
21 IX 1997 – absolwent Maciej Płażyński został posłem na sejm III kadencji i od 20 X 1997 pełnił funkcję drugiej osoby w państwie – marszałka Sejmu RP.
27 IX 1997 – obchody 50-lecia szkoły i czwarty zjazd absolwentów.
1 IX 2000 – naukę rozpoczyna pierwszy rocznik słuchaczy Liceum Ogólnokształcącego dla Dorosłych w systemie zaocznym.
15 IX 2000 – uroczyste otwarcie hali sportowej z udziałem ministra Jana Kozłowskiego, wojewody warmińsko-mazurskiego Zbigniewa Babalskiego i starosty elbląskiego Sławomira Jezierskiego.
29 VI 2001 – Stanisław Paździor zostaje Honorowym Obywatelem Miasta i Gminy Pasłęk za działalność społeczną, oświatową i samorządową. Od 1990 r. pełnił mandat radnego miasta i powiatu, był pięciokrotnie wybierany przewodniczącym Rady Miejskiej.
2002 – modernizacja auli szkoły, wyposażenie jej w sprzęt nagłaśniający, wymiana okien i termoizolacja budynku.
2 IX 2002 – trzyletnią naukę rozpoczyna pierwszy i jedyny rocznik uczniów Liceum Profilowanego o profilu ekonomiczno-administracyjnym i zarządzania informacją.
4 V 2004 – odbyła się I Edycja Powiatowego Konkursu Piosenki Obcej dla uczniów gimnazjum i szkół średnich, który stał się cykliczną imprezą kulturalną odbywającą się do dziś. Pomysłodawcą konkursu był Tomasz Rozenbajgier, a współorganizatorami Beata Pierlejewska i Oksana Mazuryk (Jarema).
2005 – oddanie do użytku laboratorium chemicznego, unowocześnienie sekretariatu szkoły i remont biblioteki szkolnej.
V-VI 2005 – ostatni rocznik absolwentów Liceum Handlowego zdaje maturę i kończy szkołę.
25 IX 2005 – absolwent szkoły z rocznika 1970 Sławomir Sadowski został wybrany senatorem VI kadencji, po czterech latach został wybrany ponownie.
11 XI 2005 – odsłonięcie tablicy pamiątkowej na murach pasłęckiego zamku, poświęconej represjonowanym uczniom szkoły – członkom Związku Skautów Polski Walczącej.
21 X 2006 – uroczyste oddanie do użytku kompleksu boisk sportowych.
22 IX 2007 – obchody 60-lecia szkoły i piąty zjazd absolwentów.
1 IX 2008 – naukę rozpoczęła pierwsza klasa mundurowa (nachylenie „bezpieczeństwo publiczne”).
9 VI 2009 – Edward Skalij został Honorowym Obywatelem Miasta i Gminy Pasłęk za zasługi na rzecz szkoły, miasta i społeczności lokalnej. Dyrektor E. Skalij pełni od 1990 r. mandat radnego, od 2002 r. był wiceprzewodniczącym Rady Miejskiej, a od 2014 r. jest jej przewodniczącym.
1 X 2010 – z inicjatywy Elżbiety Wasiuk, absolwentki Politechniki Gdańskiej, dyrektor Edward Skalij podpisał umowę o współpracy z prof. Józefem E. Sienkiewiczem, dziekanem Wydziału Fizyki Technicznej i Matematyki Stosowanej Politechniki Gdańskiej i absolwentem szkoły z rocznika 1973.
26 III 2010 – obchody 600-lecia bitwy grunwaldzkiej. Z tej okazji w LO im. Bohaterów Grunwaldu nauczyciele historii zorganizowali Wojewódzki Konkurs Historyczny „Stosunki polsko-krzyżackie od XIII do XVI w.” dla gimnazjalistów.
10 IV 2010 – w katastrofie rządowego samolotu pod Smoleńskiem zginął absolwent szkoły i jej przyjaciel, marszałek Sejmu Maciej Płażyński, którego pożegnanie przed budynkiem szkoły odbyło się 19 IV 2010 r.
IX 2010 – początek modernizacji budynku na terenie szkoły (należącego dawniej do państwa Makiełkowskich) z przeznaczeniem na kształcenie w zawodzie technik hotelarstwa, budynek zwany jest dziś potocznie „hotelem”.
16 XI 2010 – w Elblągu wręczono nagrody w Wojewódzkim Konkursie dla nauczycieli „Warto czytać”, w kategorii szkół ponadgimnazjalnych zwyciężył projekt Magdaleny Bała, Beaty Łuczyńskiej-Pyra i Tomasza Rozenbajgiera „Czytanie najlepszą nauką”, nagrodą był wyjazd do Brukseli.
20 V 2011 – odsłonięcie tablicy pamiątkowej na cześć marszałka Macieja Płażyńskiego, absolwenta LO z rocznika 1976.
10 II 2012 – odbył się I Maraton Matematyczny trwający całą dobę, którego organizatorami byli Anna Koszyk, Joanna Majewska i Tomasz Tuniewicz.
1 IX 2012 – dyrektor Edward Skalij przeszedł na emeryturę, nowym dyrektorem została Katarzyna Panimasz, funkcję wicedyrektora pełni nadal Elżbieta Wasiuk.
1 VI 2013 – jubileuszowe spotkanie po 50 latach maturzystów z rocznika 1963 ze Stanisławem Paździorem.
7 VI 2013 – dyrektor Katarzyna Panimasz podpisała umowę o partnerstwie z dyrektorem Zespołu Szkół Powszechnych w Pasłęku Markiem Sarnowskim i prezesem  Uczniowskiego Klubu Sportowego „Gimpas” Piotrem Zienkiewiczem. Przedmiotem współpracy jest wzajemne wspomaganie działań promujących sport, zdrowy styl życia oraz pomoc w organizowaniu imprez o charakterze sportowo-rekreacyjnym.
28 X 2013 – wizyta w szkole ambasadora Wielkiej Brytanii w Polsce Robina Barnetta.
20 II 2014 – dyrektor Katarzyna Panimasz podpisała umowę o współpracy z generalnym menadżerem Hotelu Hilton w Gdańsku Magdaleną Muchą w celu wspomagania kształcenia uczniów Technikum nr 1.
21 VI 2014 – udział szkoły w organizacji I Pasłęckiego Maratonu MTB, który zorganizowała grupa kolarska Team Mustang Pasłęk, w skład której wchodzą nauczyciele naszej szkoły, a prezesem jest Tomasz Tuniewicz.
5 XII 2014 – absolwent Maciej Józef Romanowski został wybrany starostą elbląskim, wcześniej pełnił funkcję wicestarosty; tego samego dnia I edycję Maratonu Pisania Listów Amnesty International organizują Magdalena Bała, Elżbieta Czerska i Anna Żołądek.
5 VI 2015 – obchody 20-lecia powstania Towarzystwa Pomocy Liceum Ogólnokształcącego w Pasłęku.
16 XII 2015 – absolwent Sławomir Sadowski zostaje powołany na stanowisko wicewojewody warmińsko-mazurskiego.
10 I 2016 – organizacja pasłęckiego Sztabu 24. Finału Wielkiej Orkiestry Świątecznej Pomocy w naszej szkole.
9 IX 2016 – organizacja I Obozu Sprawnościowego „Rekrut” dla uczniów klas mundurowych.
15 I 2017 – organizacja pasłęckiego Sztabu 25. Finału Wielkiej Orkiestry Świątecznej Pomocy w naszej szkole.
11 V 2017 – otwarcie w galerii Pasłęckiego Ośrodka Kultury wernisażu wystawy ucznia kl. II B Tomasza Mackiewicza „Życie codzienne w PRLu”.
15 V 2017 – w wyniku przeprowadzonego konkursu na dyrektora Zespołu Szkół w Pasłęku nowym dyrektorem została dotychczasowa wicedyrektor szkoły Elżbieta Wasiuk, która przejęła obowiązki od 1 września 2017 r.
10 VI 2017 – obchody 70-lecia szkoły i szósty zjazd absolwentów.

## Znani absolwenci
W nawiasach przed nazwiskiem rok matury.
- (1949) Czesław Druet (ur. 1926, zm. 2016) – oceanograf, profesor nauk technicznych Uniwersytetu Gdańskiego, doctor honoris causa tej uczelni (2009), członek PAN
- (1962) Elżbieta (Mosiądz) Nowicka (ur. 1944) – regionalistka, historyk, muzealnik, związana na stałe z ziemią ostrołęcką
- (1966) Ryszard Juliusz Sztychmiler (ur. 1948) – prof. tytularny nauk prawnych, kierownik Katedry Prawa Kanonicznego i Wyznaniowego Wydziału Prawa i Administracji Uniwersytetu Warmińsko-Mazurskiego w Olsztynie, członek Polskiego Towarzystwa Prawa Wyznaniowego
- (1969) Józef Włodarski (ur. 1950) – prof. nadzw. Uniwersytetu Gdańskiego, historyk, członek komisji KHNiT PAN
- (1973) Józef Sienkiewicz (ur. 1954) – prof. zw. fizyki, dziekan Wydziały Fizyki Technicznej i Matematyki Stosowanej Politechniki Gdańskiej w latach 2008–2012, prorektor ds. nauki tej uczelni od 2012 r.
- (1974) Maciej Józef Romanowski (ur. 1955) – samorządowiec, burmistrz Pasłęka w latach 1994–2002, starosta elbląski od 2014 r.
- (1976) Maciej Płażyński (ur. 1958, zm. 2010) – polski polityk, prawnik, marszałek Sejmu w latach 1997–2001
- (1977) Ryszard Mićko (ur. 1958) – samorządowiec, wicewojewoda zachodniopomorski w latach 2011–2015
- (1988) Andrzej Pilipowicz (ur. 1969) – dr nauk humanistycznych w zakresie literaturoznawstwa, germanista, pracownik Katedry Filologii Germańskiej UWM w Olsztynie
- (1989) Marcin Trzebiatowski (ur. 1970) – dr hab., prof. KUL, prawnik, germanista, członek Kolegium NIK w latach 2010–2013
- (1991) Piotr Towarek (ur. 1972) – dr hab. nauk teologicznych, muzykolog, egzorcysta, wykładowca Uniwersytetu Warmińsko-Mazurskiego w Olsztynie, prezbiter diecezji elbląskiej
- (1993) Robert Szaj (ur. 1974) – publicysta sportowy, doradca ministra Longina Komołowskiego w latach 1997–2001, prezes Polskiego Związku Sportu Niepełnosprawnych „START” w latach 2011–2013, członek zarządu Polskiego Komitetu Paraolimpijskiego w latach 2000–2002 i 2007–2009, jego wiceprezes w latach 2010–2015
- (1998) Tadeusz Dąbrowski (ur. 1979) – poeta, eseista, krytyk literacki, redaktor dwumiesięcznika literackiego „Topos”
- (1999) Marta Szuniewicz (ur. 1980) – dr prawa (praca obroniona na UMK w Toruniu), wykładowca Wydziału Dowodzenia i Operacji Morskich Akademii Marynarki Wojennej im. Bohaterów Westerplatte w Gdyni[2]
- (2006) Monika Wyszczelska-Rokiel (ur. 1987) – dr nauk chemicznych, praca obroniona w Katedrze Chemii Środowiska Wydziału Chemii Uniwersytetu Łódzkiego (2015)
- (2013) Kacper Oleszczuk (ur. 1994) – sportowiec lekkoatleta, złoty medalista Młodzieżowych Mistrzostw Europy w rzucie oszczepem w 2015 r.

## Dyrektorzy
- Teodor Janson 1948–1953
- Zygmunt Kwiatkowski 1953–1967
- Antoni Pągowski 1967–1975
- Jan Borek 1975–1979
- Józef Klimek 1980–1990
- Edward Skalij 1990–2012
- Katarzyna Panimasz 2012–2017
- Elżbieta Wasiuk 2017–2024
- Joanna Majewska 2024 - nadal